# Silvia Brand
Silvia Brand (* 28. Mai 1848 in Gersdorf bei Hartha, Königreich Sachsen; † 10. November 1909 in Dresden) war eine deutsche Schauspielerin, Journalistin, Autorin und Unternehmerin.

## Leben und Wirken
Die in ländlicher Abgeschiedenheit erzogene Tochter eines königlichen Amtsassessors zeigte bereits früh musikalisches Talent, auf das zuerst der Komponist Adam aufmerksam wurde. Dieser animierte sie ebenfalls zu kleinen Dichtungen.
Kurze Zeit nach dem Tod ihres Vaters heiratete sie mit 16 Jahren einen Künstler, im Alter von 19 Jahren war sie bereits wieder geschieden. Schon während ihrer Ehe und auch danach lebte sie als Gast der dortigen Äbtissin Gabriele im Kloster Marienthal.
Erste Schreibversuche für verschiedene Zeitung brachten noch wenig ein. Während eines vor dem sächsischen Hof stattfindenden Konzerts trug sie ein selbstgeschriebenes Gedicht vor. Carola, die seinerzeitige Kronprinzessin und spätere Königin von Sachsen, ermutigte sie zur Schauspielerei, sechs Wochen später erhielt sie eine Anstellung am Dresdner Hoftheater. Sie gab die Deborah in Rosenthals gleichnamigem Drama. Trotz Unterrichts bei Heinrich Laube und Alexander Strakosch konnte sie sich nicht mit dem Theaterleben anfreunden. 
Nach erneuten Versuchen, unter wechselnden Namen für unterschiedliche Zeitungen zu schreiben, bot ihr der Eigentümer der Dresdner Nachrichten eine Stellung als Redaktionsmitglied an. Dreizehn Jahre lang, von 1880 bis 1893, ging sie dieser Tätigkeit nach, nebenbei schrieb sie Bücher, hielt Vorlesungen zu wohltätigen Zwecken und gab dramatischen Unterricht. Der Text des von Hugo Richard Jüngst komponierten „Höre uns, Germania“ stammt vermutlich als lyrisches Gedicht von Brand.
Ab 1893 war Brand Redaktionsmitglied der Dresdner Neuesten Nachrichten (1893 bis 1903 nur „Neueste Nachrichten“ genannt) und redigierte den Bereich Haus und Herd. Um ihre Lebensanschauungen zu verwirklichen, erwarb Brand eine Fabrik, in der sie eine Hälfte der Woche unter ihren Arbeitern verbrachte. Die andere Hälfte der Woche verbrachte sie in der Redaktion in Dresden.
Um 1900 zog Brand von Dresden nach Niederlößnitz, wo sie eine Villa in der Hohen Straße 45 besaß.
Brand wurde mit der italienischen „großen goldenen Medaille Onore e virto“ ausgezeichnet. Darüber hinaus war sie Ehrenmitglied der königlichen Akademie zu Florenz sowie diplomiertes Mitglied der Association Litteraire Internationale in Paris.

## Werke
- Silvia Brand: Für unsere Ehre. Warnatz & Lehmann, Dresden 1882.
- Silvia Brand: Tante Lottchen. Eine humoristische Deklamation für Damen. Weiske, Dresden 1884.
- Silvia Brand: König Zeit und König in Ewigkeit. Ein Märchen für grosse und kleine Kinder. Weiske, Dresden 1887.
- Silvia Brand: Dresdener Bilderbuch. Wilhelm Hoffmann, Dresden o. J. (ca. 1890).
- Silvia Brand: Perlen im Sumpf. Schauspiel in 4 Akten. A. Beyer, Dresden 1896.
- Silvia Brand: Herbstlaub. Dichtungen zum Vortrag. A. Beyer, Dresden 1897.
- Silvia Brand: Wie es zugeht. Streiflichter aus der Redaktionsstube. Burkhardt, Dresden 1906.
- Silvia Brand: Unter uns. Frauengespräche und Bekenntnisse. 1907